# STS–61–B
Az STS–61–B jelű küldetés az amerikai űrrepülőgép-program 23., az Atlantis űrrepülőgép 2. repülése.

## Jellemzői
A beépített kanadai Canadarm (RMS) manipulátor kart 50 méter kinyúlást biztosított (műholdak indítás/elfogása, külső munkák, hővédőpajzs külső ellenőrzése) a műszaki szolgálat teljesítéséhez. Idáig ez volt a legnehezebb rakomány. Rodolfo Neri Vela az első és egyetlen mexikói űrhajós, a második latin-amerikai a világűrben. Űrséták (kutatás, szerelés) alatt szerelési/visszabontási munkákat végeztek.

### Első nap
1985. november 27-én a szilárd hajtóanyagú gyorsítórakéták (SRB) segítségével Floridából, a Cape Canaveral (KSC) Kennedy Űrközpontból, a LC39–A jelű indítóállványról emelkedett a magasba. Az orbitális pályája 91,9 perces, 28,5 fokos hajlásszögű, elliptikus pálya perigeuma 361 kilométer, az apogeuma 370 km volt. Felszálló tömeg indításkor 118 664 kilogramm, leszálló tömeg 93 316 kg. Szállított hasznos teher felszálláskor/leszállásnál 21 791 kg.

## Hasznos teher
1. Folyamatos elektroforézis (CFES), nagyobb és jobban felszerelt rendszer segítségével kereskedelmi gyógyszerkészítmények termelése.
2. Diffúzió keverése, szerves anyag keverése – kristálynövekedés – (DMOS).
3. Speciális kísérletek (MPSE).
4. Get Away Special tartály – megbízásos kísérlet végzése.
5. IMAX Cargo Bay Camera (ICBC)
6. Orbital Experiment (OEX) – manőverező képesség gyakorlását a világűrbe kihelyezett jelző egység segítette. Kódszáma: 16277. Súlya 16 kilogramm. Élettartama 460 nap, 1987. március 2-án gravitációs erőhatásokra belépett a légkörbe és megsemmisült.

### Műholdak
A tehertérben rögzített három kommunikációs műholdat a Canadarm (RMS) manipulátor kar segítségével pályára állították. A műholdak pályára állítását követően az űrrepülőgép 13-16 kilométerre eltávolodott. A műholdakat a 45 perc múlva automatikusan induló PAM–D/ PAM–D2 főmotor sikeresen geoszinkron pályába emelte.

#### Morelos–2
Mexikói technológiával gyártották. 1985 és 1998 között kettő példányát állították szolgálati magasságba. Feladata elősegíteni a mexikói Köztársaság telefonos és televíziós szolgáltatásainak minőségi- valamint mennyiségi igényét. Helyükre az 1993-ban és 1994-ben indított Solidaridad Satellite System rendszerek kerültek. Az első Morelos–1 műholdat az STS–51–G űrrepülőgép állománya állította pályára.
A mexikói állami Telefontársaság (SCT) üzemeltette. Nevét José María Morelosról (1765– 1815) kapta. Kódszáma SSC 16274. Forgás-stabilizált műhold, típusa Hughes HS-376. Az orbitális egység pályája 1436,06 perces, geostacionárius pálya perigeuma 35 779 kilométer, az apogeuma 35 793 km volt. Tömege 645 kilogramm. 

#### Aussat–2
Az ausztrál állam finanszírozta, a nemzeti (Aussat Pty Ltd.) távközlési vállalt tulajdonát képező,  első A osztályú Aussat (Optus) 1 kommunikációs műhold. Szolgáltatásának (televíziós adások, digitális adatátvitel, légiforgalmi irányítás és a tengeri rádiós lefedettség biztosítása) területe az egész kontinens és a tengeri szigetek. Az első Aussat–2 műholdat az STS–51–I űrrepülőgép állománya állította pályára.
Típusmegjelölései: Aussat 2; Aussat K2; Optus A2; Aussat (Optus) 1. Kódszáma: SSC 16275. Forgás-stabilizált  műhold, típusa Hughes HS-376, pályaeleme geocentrikus.  Alakja hengeres, átmérője 2,2 méter, hossza 2,9 méter, orbitális pozícióban kinyitott antennákkal 6,3 méter. Súlya 1259 kilogramm. Az űreszköz felületét napelemek borították, éjszakai (földárnyék) energiaellátását (kémiai) akkumulátorok, NiCd akkumulátorok biztosították. Várható élettartama 7 évre tervezett. 2000 augusztusában befejezte szolgálatát.

#### Satcom K2
A Satcom telekommunikációs műholdsorozat tagjait eredetileg kifejlesztette és üzemeltette az RCA American Communications (RCA Americom).  Működtette a SES Americom (Princeton). A műhold elősegítette a kábeltelevíziós iparág robbanásszerű fejlődését (HBO).
Pályába helyezése előbb történt, mint a Satcom K1 űregységé, amit az STS–61–C legénysége állított pályairányba. Emelő motorja a PAM–D2 volt, ami nagyobb, mint a PAM–D. Kódszáma: SSC 16276. Alakja négyszögletes, súlya: 1925 kilogramm. Háromtengelyesen stabilizált, geostacionárius pályán álló telekommunikációs műhold. Napelemtábláján 5000 prizma érzékelő biztosította a szükséges energiát (800 W). Éjszakai (földárnyék) energiaellátását NiCd (kémiai) akkumulátorok biztosították. Saját gázfúvókájának segítségével, pályasíkjában több alkalommal végzett korrekciót. Alaphelyzetben 81 fokos hajlásszögű. Várható élettartama 12 év. (2002. február 28-án befejezte aktív szolgálatát.
Előző  műhold RCA Satcom 2R (1983-094A), a következő műhold Satcom K1 (1986-003B).

### Űrséták
Két űrséta során a legénység két tagja egy kísérleti platformon (rácsos szerkezet összeállítása/szétbontása (EASE/ACCESS) – ami később az Nemzetközi Űrállomás bázisát képezte) szereléseket végzett, ezzel bizonyítva az űrbeli szerelések/javítások lehetőségeit. A műveletek során sikeresen alkalmazták a Canadarm (RMS) lehetőségeit. Az IMAX kamerával az egész műveleti sort rögzítették.
(zárójelben a dátum és az időtartam)
- EVA 1: Ross és Spring (1985. november 29., 5 óra 32 perc)
- EVA 2: Ross és Spring (1985. december 1., 6 óra 41 perc)

### Hatodik nap
1985. december 3-án Kaliforniában az Edwards légitámaszponton (AFB) szállt le. Összesen 6 napot, 21 órát, 4 percet töltött a világűrben. 4 568 883 kilométert repült, 109 alkalommal kerülte meg a Földet. Egy különlegesen kialakított Boeing 747 tetején visszatért kiinduló bázisára.

## Személyzet
(zárójelben a repülések száma az STS–61–B-ig, azzal együtt)
- Brewster Shaw (2), parancsnok
- Bryan O’Connor (1), pilóta
- Mary Cleave (1), küldetésfelelős
- Sherwood Spring (1), küldetésfelelős
- Jerry Ross (1), küldetésfelelős
- Rodolfo Neri Vela (1), rakományfelelős – (Mexikó)
- Charles Walker (3), küldetésfelelős

### Tartalék személyzet
- Robert Jackson Wood küldetésfelelős
- Ricardo Peralta y Fabi rakományfelelős – (Mexikó)

### Visszatérő személyzet
- Brewster Hopkinson Shaw (2), parancsnok
- Bryan O'Connor (1), pilóta
- Mary Cleave (1), küldetésfelelős
- Sherwood Spring (1), küldetésfelelős
- Jerry Ross (1), küldetésfelelős
- Rodolfo Neri Vela (1), rakományfelelős
- Charles David Walker (3), küldetésfelelős